# Marta Jussara da Costa
Marta Jussara da Costa (Mossoró, 10 de agosto de 1958) foi eleita Miss Rio Grande do Norte 1979 e foi a primeira representante deste estado a conquistar o título de Miss Brasil no mesmo ano, realizado em Brasília (DF). No concurso de Miss Universo, realizado em 19 de julho daquele ano em Perth (Austrália), ficou em quarto lugar e no quesito traje típico foi a segunda colocada.

## História
Marta Jussara nasceu na cidade de Mossoró no dia 10 de agosto de 1958, sendo filha de Luiz Otto da Costa e Ivone da Costa. O seu pai era funcionário do Aeroporto de Mossoró, residindo naquela cidade. Quando Marta Jussara tinha dois anos de idade, seu pai foi transferido para São Paulo, onde ela viveu a infância e a juventude. Com a aposentadoria, toda a família voltou para Mossoró, inclusive Marta, que tentou, sem êxito, concluir seu curso de Comunicação.

### Controvérsia sobre a Naturalidade
Indicada pela Associação Cultural e Desportiva Potiguar de Mossoró para representar o Rio Grande do Norte no Miss Brasil 1979, Martha Jussara revelara numa matéria escrita por ela e publicada pela Revista Manchete ter nascido em Mossoró e se mudado para São Paulo com dois anos de idade. No entanto, durante a transmissão do Miss Universo 1979, Marta se apresentou como sendo "de São Paulo, Brasil". Essa gafe lhe deu a alcunha de "miss ingrata". Até hoje, a questão ainda suscita dúvidas entre fãs novos e antigos de concursos de beleza.
| “ | Não é verdade que eu nasci e me criei em São Paulo. Nasci em Mossóro e minha família se mudou para São Paulo quando eu tinha dois anos. Em Mossoró e Natal eu ia passar férias ou visitar amigos. Fiquei muito chateada com as histórias que inventaram sobre o local onde nasci, esquecendo que várias foram as misses que não nasceram no estado que representaram o Brasil. | ” |

## A entrevista nas semifinais
Classificada entre as 12 semifinalistas, Marta Jussara respondera em português a todas as questões formuladas pelo apresentador do evento, Bob Barker. Uma delas dizia respeito a qual carreira seguiria caso vencesse o Miss Universo. A Barker, traduzido por uma intérprete, a Miss Brasil 1979 revelou que pretendia seguir carreira de jornalista. "De preferência na CBS (então geradora do concurso)", retrucou o apresentador após encerrar sua bateria de perguntas.

## Vida atual
Anos após fazer sua sucessora, Marta Jussara se casou com um empresário italiano com quem tem dois filhos. Hoje ela vive na cidade de Ravena.